# مهرجان إفريقيا السينمائي الدولي

مهرجان أفريقيا السينمائي الدولي، هو مهرجان سينمائي سنوي يقام في نيجيريا. تم تأسيسه في عام 2010   من قبل شيوما أودي، يستمر الحدث عادةً لمدة أسبوع ويتضمن عروض الجوائز ودروس التدريب على الأفلام. كيث شيري مؤسسو ومديرة «أفريقيا في الصور» هي المدير الفني للمهرجان.  

## فعاليات مهرجان افريقيا السينمائي الدولي

### مهرجان افريقيا السينمائي الدولي 2010
عُقد مهرجان أفريقيا الدولي للأفلام لعام 2010 في بورت هاركورت في الفترة من 1 ديسمبر 2010 إلى 5 ديسمبر 2010. تبع المهرجان بعد إعلانه الرسمي الأول في حفل توزيع جوائز أكاديمية الأفلام الأفريقية السادس. تميزت الفعالية التي استمرت 5 أيام بالعديد من الأنشطة التي تضمنت ورش عمل، وعروض، وعرض أول لفيلم، وليلة توزيع جوائز، وعرض أزياء. كان موضوع العام هو «أفريقيا تتحد». يجب تقديم الطلبات المؤهلة بعد 1 يناير 2009 وتقديمها قبل 31 أغسطس 2010    